# C.A. Reitzels Boghandel
C.A. Reitzels boghandel var Danmarks 3. ældste boghandel. Den blev grundlagt i 1819 på Købmagergade i København af Carl Andreas Reitzel og eksisterede til 2009. Boghandelen holdt til i Købmagergade 44, Vajsenhuset, 1827-1853, og forsatte i Løvstræde 7 1853-1937 og i Nørregade 20 fra 1938.

## De første 100 år
C.A. Reitzel etablerede sin forretning ved hjælp af 200 lånte rigsdaler. Han var udlært hos boghandleren Gerhard Bonnier. De fleste københavnske boghandlere var utilfredse med Reitzels tiltag, da de mente, at der var nok boghandlere i byen. Men Reitzel havde tilsyneladende næse for gode forretninger. De københavnske boghandlere fik udvirket, at Reitzel blev nægtet optagelse i den tyske boghandlerforening, hvilket betød at han ikke kunne få rabat og kredit på udenlandske bøger. Men på grund af sin næse for forretninger lykkedes det ham alligevel at slå igennem. Det tyske forlag Cotta annoncerede, at det ville udgive den første samlede udgave af enten Johann Wolfgang von Goethes eller Friedrich Schillers værker. Reitzel anså det for en sikker succes. Han bestilte derfor 100 eksemplarer af værket, uden at have en eneste forudbestilling. Den store ordre gav øjeblikkelig kredit hos det tyske forlag, og da salget af værket gik strygende, var hans anseelse som boghandler sikret både hjemme og i udlandet.
C.A. Reitzels boghandel fik privilegium som universitetsboghandler. Det betød at den blandt andet fik eneleverancen til Københavns Universitetsbibliotek. Reitzel startede et forlag, og langt størstedelen af de litterære produktioner i den danske Guldalder udkom på C.A. Reizels forlag.
For eksempel udgav Reitzel H.C. Andersens første eventyrsamling Eventyr, fortalte for Børn den 18. maj 1835. 
Det var i denne tidlige periode, at boghandlen skiftede lokaler til Løvstræde i Vajsenhusets gård.
Digteren og filosoffen Poul Martin Møller udødeliggjorde Reitzels boghandel i sit digt Scener fra Rosenborgs Have i den komiske dialog kaldet Hans og Trine:
| Citat                                                         | Nys jeg er fra Reitzel kommen, Og en nysselig Roman Har jeg her i Trøjelommen, Som vi sammen læse kan. | Citat |
| Poul Martin Møller, Efterladte Skrifter, 1855, bind 1, s. 52. | |       |

I 1853 døde C.A. Reitzel og hans sønner Theodor og Carl Reitzel overtog virksomheden. De havde dog ikke samme forretningsnemme som faderen, og især forlagsvirksomheden indskrænkes betydeligt, for endelig at blive solgt til Gyldendal i 1890.
Boghandler Otto B. Wroblewski gik i lære i C.A. Reitzels boghandel og arbejdede der siden 1843-53. I 1888 udgav han en erindringsbog om sine år i bogladen i forbindelse med 100-årsdagen for C.A. Reitzels fødsel. Her giver han et indblik i den litterære verden i slutningen af Guldalderens København. Forfattere og andre kendte kulturpersonligheder frekventerede ofte boghandelen både som kunder og som forfattere på Reitzels forlag.
Mest kendt er anekdoten om H.C. Andersen og Johan Ludvig Heiberg, som blev gengivet i DR's tv-serie Bryggeren. Heiberg havde udgivet bogen Nye Digte og kritiseret H.C. Andersen skarpt i digtet En sjæl efter døden. På grund af H.C. Andersens sarte gemyt havde Reitzel beordret boghandlermedhjælperne til altid at nægte ham hjemme, hvis Heiberg dukkede op. En dag ankom Heiberg, mens Reitzel holdt møde med H.C. Andersen inde på sit kontor. Wroblewski fortæller videre:
| Citat                 | "Goddag, min unge Ven! er Hr. Reitzel hjemme?" L., (en af Personalet) yderst befippet ved at skulle lyve for den store Mand med Fare for at blive greben i flagrant Løgn, stammer altsaa nølende: "Nej, Hr. Professor". "Ja saa, ikke det! (han har imidlertid hørt Lyden af de Samtalendes Stemmer inde i Kontoret). "Han er maaske paa Børsen?" Her saa' han med sit mest sarkistiske Smil paa Vedkommende. "Nej, det tror jeg ikke". "Hm - maaske han er rejst til Messen i Leipzig?" Det var en fuldstændig Leg som Katten med Musen. "Nej ... det er han ganske vist ikke". "Naa, ja, saa kommer han maaske snart hjem". Stadig hører man de talende ved Siden af...."Ja! det gjør han vel"..."Ja, saa tror jeg, jeg vil vente lidt", og dermed sætter han sig ned. Lidt efter gaar Kontordøren op og de samtalende træde ud. - Stort Tableu! Først fik vi, Personalet, et lynende Blik af Principalen og derefter Heiberg det allerelskværdigste Smil og Haandtryk, der gjengjældtes, som om aldeles intet var passeret, med: "Ah, Goddag, kjæreste Hr. R.! ja jeg tænkte nok at De kom snart hjem!" og derpaa fik H.C.A. et lige saa smilende og høfligt Goddag; men A. saa' ud som han havde faaet noget forfærdeligt Bittert i Munden og bugtede sig skyndsomt ud af Døren. | Citat |
| Wroblewski, s. 13-14. | |       |

## Seneste 100 år
Theodor Reitzel døde i 1908 og Carl Reitzel i 1911. Derefter overtog C.A. Reitzels sønnesøn C.A. Reitzel junior direktørposten for virksomheden. Axel Sandal fungerede som medejer, og efter den yngre C.A. Reitzels død i 1921 overtog han helt ledelsen.
Sandal indførte moderne forretnings- og ledelsmetoder, der blandt andet indbefattede en genoptagelse af forlagsvirksomheden. I 1938 flyttede virksomheden til Nørregade 20 i København hvor den lå til dens ophør. I 1941 indrettede arkitekten Kaj Gottlob det toetages interiør i rendyrket funktionalisme. Indretningen blev præmieret af Københavns Kommune. I 1950'erne blev forlag og boglade to adskilte virksomheder med Aksel Sandals søn Jørgen Sandal som direktør for forlaget og brødrene Schur som ledere af boghandelen.
Svend Olufsen, som havde været ansat i bogladen siden 1961, overtog den i 1970'erne. I 1982 købte han også forlaget og de to adskilte virksomheder blev igen en samlet enhed. De sidste år gik det derimod tilbage for virksomheden. Med lukningen af Daells Varehus faldt antallet af strøgkunder drastisk, og med flytningen af Københavns Universitet forsvandt også de mange studerende som kunder. I 2003 kom det største slag for virksomheden, da den mistede Skolebibliotekscentralen som kunde, efter at have tabt konkurrencen om udbuddet. Det Kongelige Bibliotek, som havde været mangeårig kunde, udliciterede også sin leverance af bøger, og herved tabtes en anden stor kunde.
I juli 2008 gik forretningen i betalingsstandsning og et ophørsudsalg blev sat i gang. Butikken opnåede dog ved forhandling med investorer at skaffe de nødvendige midler til at fortsætte. I marts 2009 købte et investeringsselskab boghandel og forlag for 26.000 kr. De kunne ikke føre forretningen videre, og butikken og den nye hjemmeside lukkede samme år.

## C. A. Reitzel fortsætter
I juni 2010 overtog Irene og Erik V. Krustrup navnet C. A. Reitzel, med det mål at videreføre boghuset. De driver i forvejen boghuset Colbergs, som har forretninger i Kgs. Lyngby og i Virum.

## Galleri
- Facade til boghandel
- Stuen i Kaj Gottlobs interiør (1941)
- 1. sal og trappe
- Overblik